# Epilobium palustre
Epilobium palustre es una especie de planta fanerógama de la familia Onagraceae. 

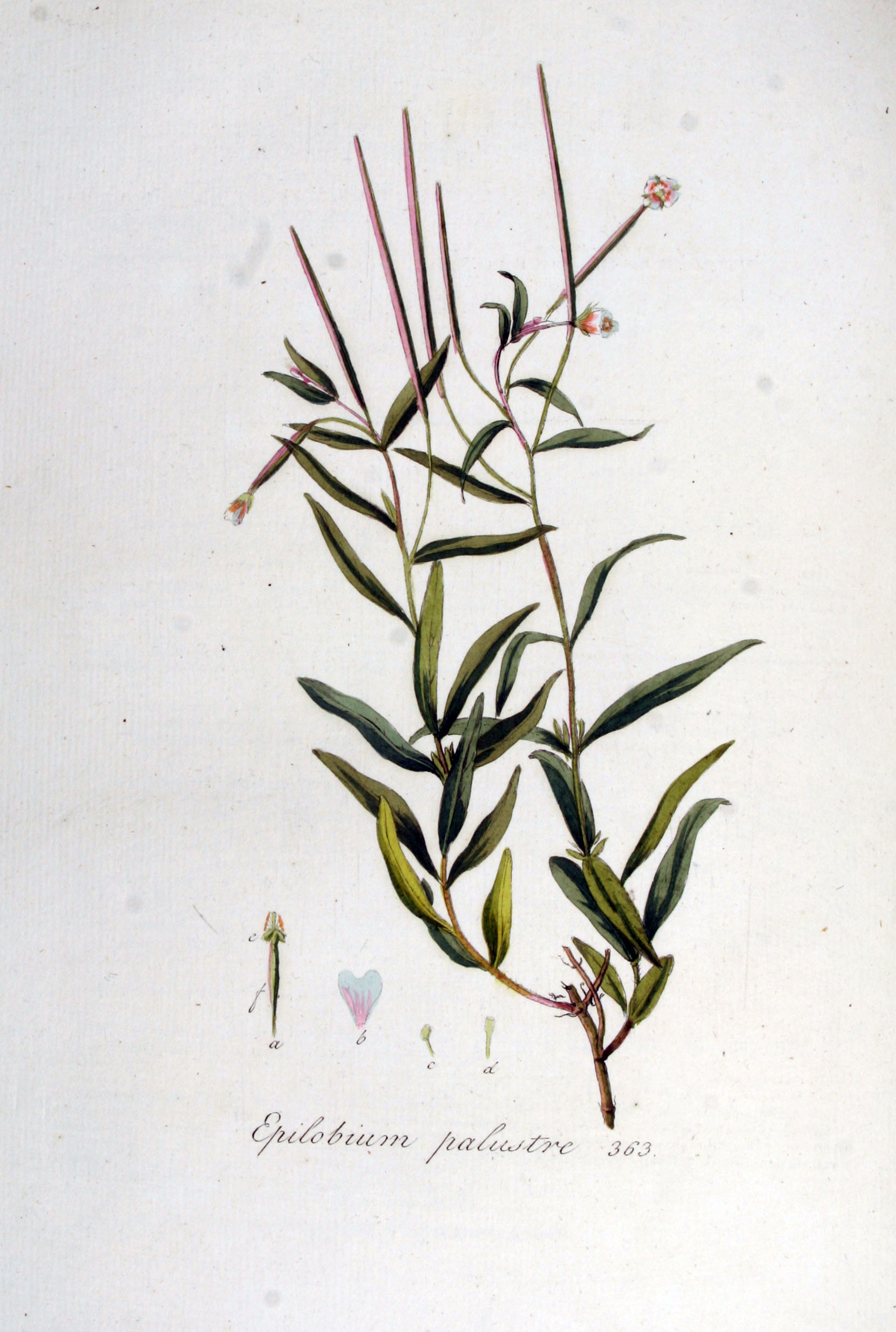
Ilustración de Flora Batava

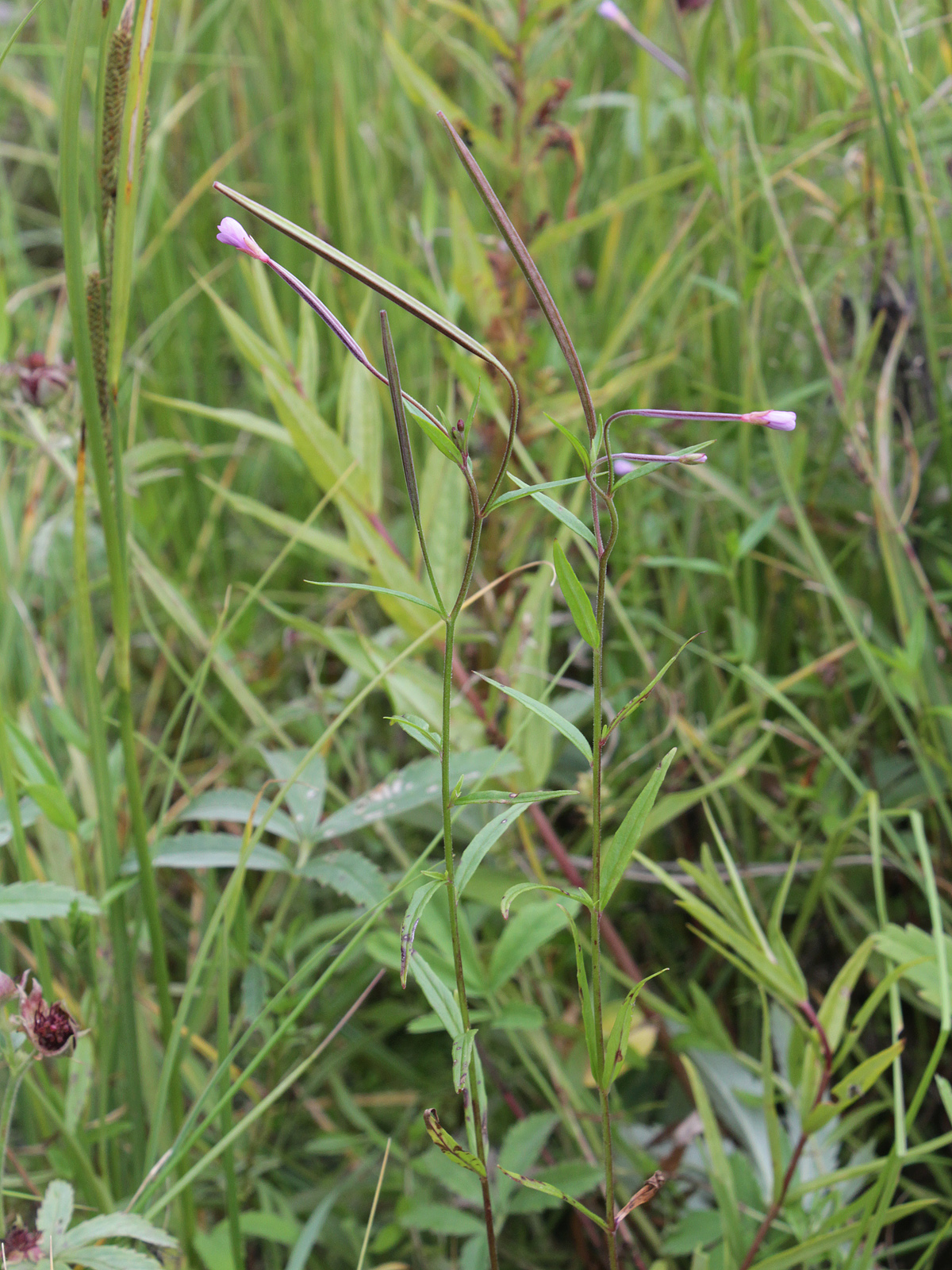
Vista de la planta

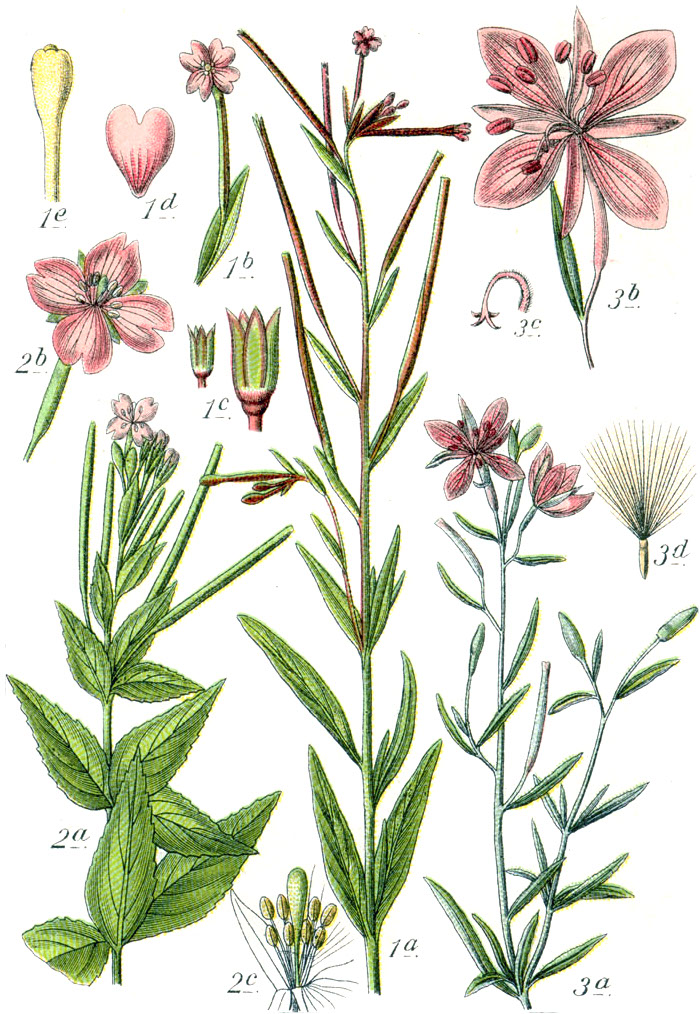
Ilustración

## Hábitat y distribución
Crece en lugares húmedos, encharcados y pantanosos de las montañas de Norteamérica principalmente Carolina del Norte y Pensilvania. En toda Europa excepto Turquía.

## Descripción
Es una planta herbácea perenne con el tallo erecto que alcanza los 2'5 metros de altura. Las hojas de 3-7 cm de longitud y una cuarta parte de ancho son numerosas, estrechas, lanceoladas y finamente dentadas, son similares a las del laurel. Las flores se agrupan en bellas espigas largas de color rosado purpureo. Tienen cuatro grandes pétalos de color lila o púrpura.Las semillas se encuentran agrupadas en cápsulas con cuatro celdas.

## Propiedades
- Usado en el tratamiento de las diarreas e inflamaciones intestinales.

## Taxonomía
Epilobium palustre fue descrita por  Carlos Linneo y publicado en Species Plantarum 1: 348. 1753.
Etimología
Epilobium: nombre genérico que proviene de las palabras griegas: epi = "sobre", y lobos = "una vaina o cápsula," como la flor y la cápsula aparecen juntas, la corola está soportada en el extremo del ovario.
palustre: epíteto latíno que significa "de los pantanos".

## Variedades
- Epilobium palustre var. clavatotrichon Rohlena

Sinonimia
- Epilobium tenellum Raf. [1814]
- Epilobium simulans Merino [1913]
- Epilobium simplex Tratt. [1812]
- Epilobium scaturiginum Wimm. ex Uechtr. [1866]
- Epilobium rhynchocarpum Boiss. [1856]
- Epilobium ramiflorum Hegetschw. [1839]
- Epilobium oliganthum Michx. [1803]
- Epilobium maciae Merino [1913]
- Epilobium lineare Mühl. [1813]
- Epilobium kerneri Borbás [1876]
- Epilobium fischerianum (Hausskn.) Pavlov [1929]
- Epilobium debile Sennen [1928]
- Epilobium barnadesianum Sennen [1928]
- Chamaenerion palustre (L.) Moench[4]
- Chamaenerion americanum Sweet
- Epilobium alpinum L.
- Epilobium alsineifolium Wirtg. ex Hausskn.
- Epilobium clavatotrichon (Rohlena) A.W.Hill
- Epilobium empetrifolium Kunze ex Hausskn.
- Epilobium krausei Uechtr.
- Epilobium ligulatum Baker
- Epilobium nutans A.Kern.
- Epilobium pulchrum Suksd.
- Epilobium pumilum Steud.
- Epilobium pusillum Gillies ex Hook.
- Epilobium pylaieanum Fernald
- Epilobium sudeticum Beurl.
- Epilobium tetragonum Aitch.
- Epilobium treuinfelsianum Ausserd. ex A.Kern.
- Epilobium tundrarum Sam.
- Epilobium vogesiacum Hausskn.
- Epilobium wyomingense A.Nelson[5]